# Museo Nacional de Literatura de Azerbaiyán
El Museo Nacional de Literatura de Azerbaiyán en nombre de Nezamí Ganyaví (en azerí: Nizami Gəncəvi adına Milli Azərbaycan ədəbiyyatı muzeyi) fue establecido en 1939, en Bakú. Está localizado en el centro de la capital de Azerbaiyán y cerca de la Plaza de las Fuentes. Ahora este museo es uno de los más ricos tesoros de la cultura del país. El objetivo principal del Museo Nacional de Literatura de Azerbaiyán en nombre de Nizami Ganyavi es la recopilación, investigación y conservación de los materiales científicos u otros sobre literatura y cultura azerbaiyana, presentación de estos materiales en la exposiciones y exhibiciones.

## Historia del museo

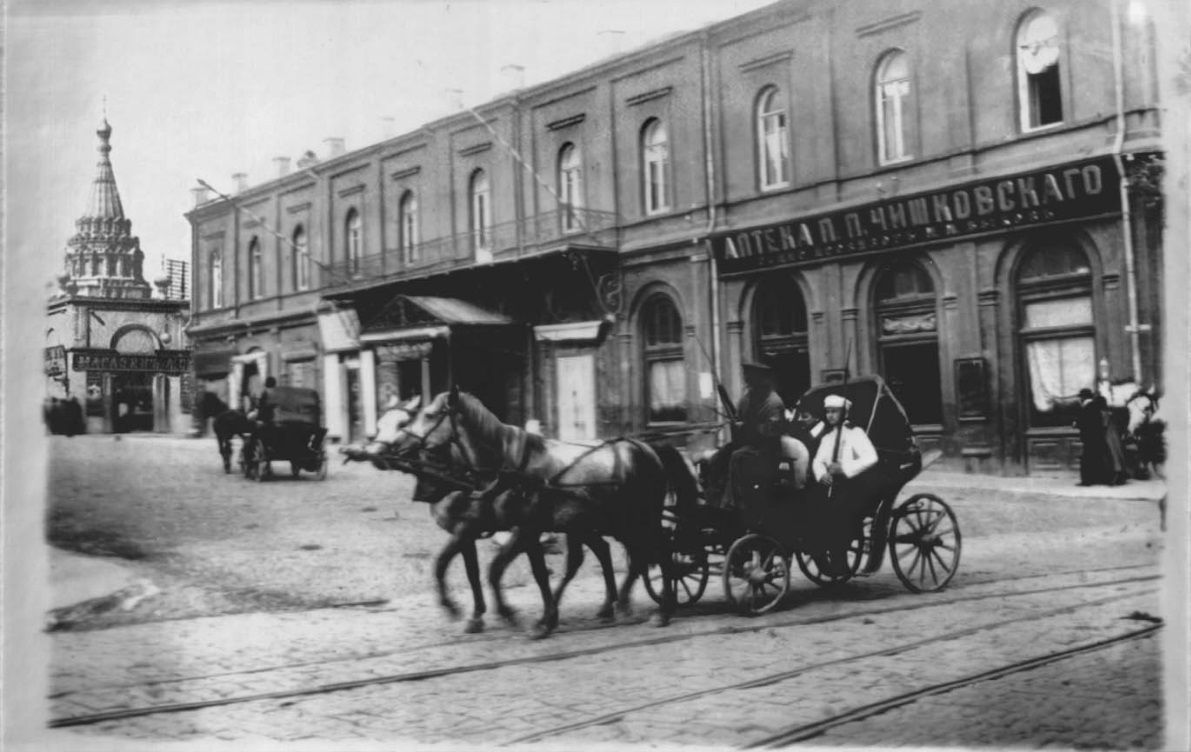
Hotel “Metropol” en los años 1915-1918

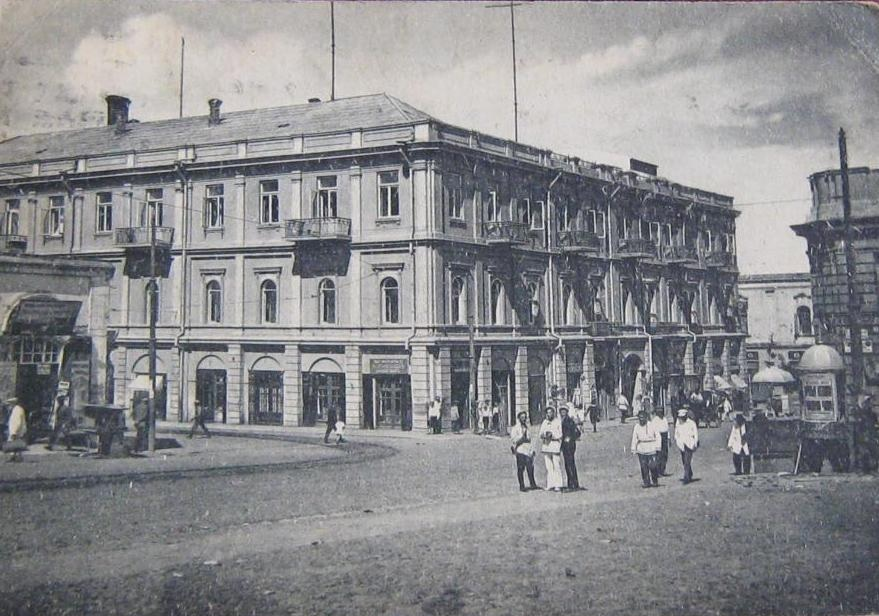
El Gabinete de los Ministros de la República Democrática de Azerbaiyán en los años 1918-1920

El 1 de noviembre de 1939, por orden del Consejo de Comisarios del Pueblo de la República Socialista Soviética de Azerbaiyán se creó el museo conmemorativo Nezamí Ganyaví en este edificio en el marco del 800.º aniversario de Nezamí Ganyaví y la campaña de revisión del origen étnico del poeta. Después el museo conmemorativo cambió su nombre por el del Museo de Literatura de Azerbaiyán. El interior del museo fue diseñado por Letif Kerimov. El 14 de mayo de 1945 el museo abrió sus puertas a los visitantes tras la victoria en la Gran Guerra Patria.
En dos ocasiones (en 1959 y en 1967) el museo fue renovado y ampliado.
En 2001-2003, el museo fue cambiado otra vez.
Después de la visita de Ilham Aliyev, el presidente de Azerbaiyán, se preparó los proyectos nuevos en verano de 2005, en la base del cual el museo había revisado y renovado.

## El edificio del museo

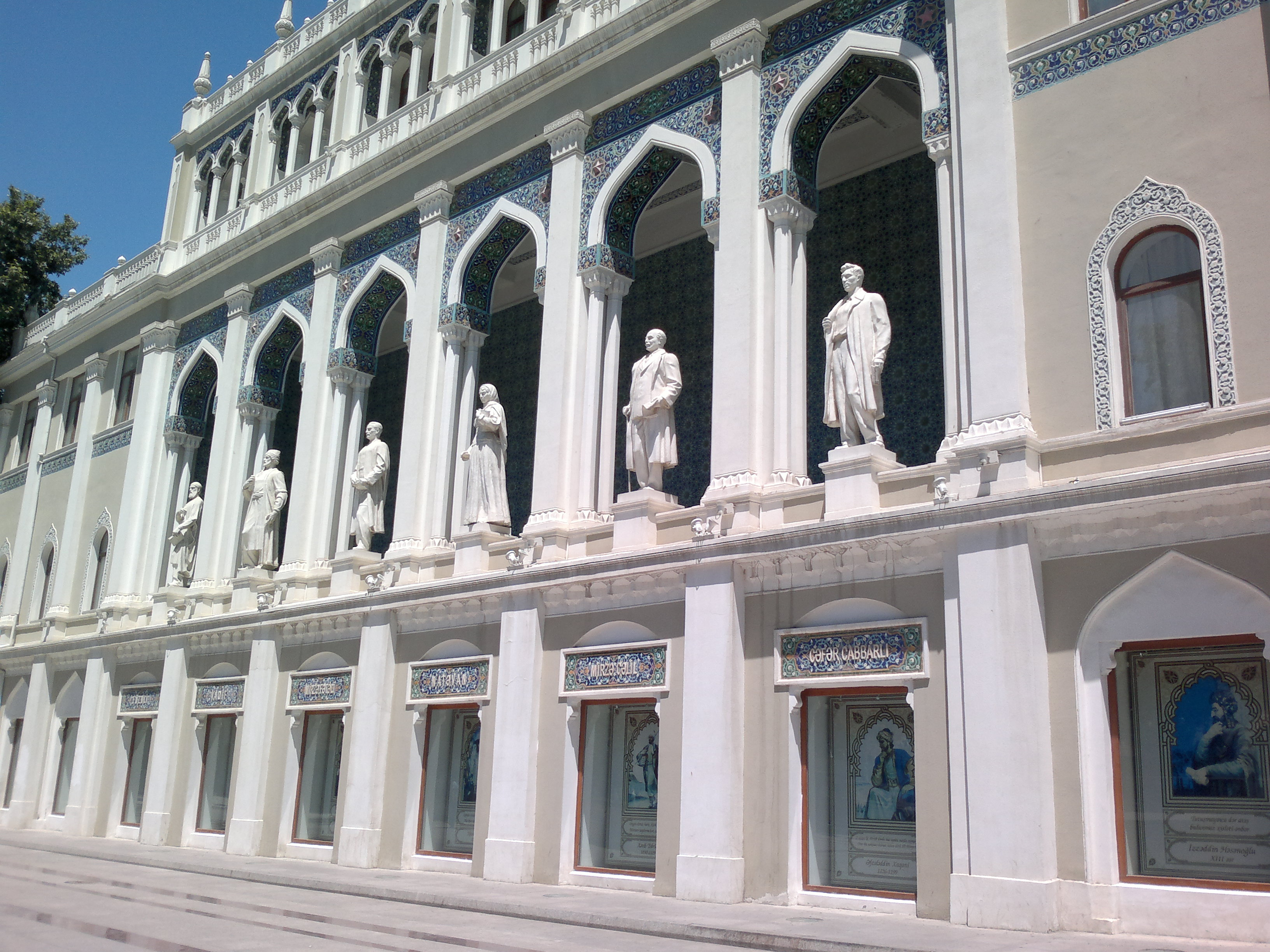
Los monumentos en la fachada del museo

El edificio del museo fue construido en 1850, como caravasar de una planta. En 1915, el edificio se convirtió en el hotel “Metropol” y se reconstruyó la segunda plata. El arquitecto del edificio fue Gasim bey Hajibababeyov. En los años 1918-1920 el edificio se utilizó como el Gabinete de los Ministros de la República Democrática de Azerbaiyán.
El área total del museo es 2500 metros cuadrados, los 1409 metros cuadrados del cual consta de exposición. En el museo existe más de 3000 manuscritos, libros raros, ilustraciones, retratos, monumentos, miniaturas, memorias de poetas y otras exposiciones. Una parte del museo es una tienda de libro.
Los monumentos de los poetas y los escritores eminentes de Azerbaiyán fueron colocados en la fachada del museo en la manera siguiente: Muhammad Fuzuli (escultor: F. Abdurrahmanov), Molla Panah Vagif (escultor: S. Klyatskiy), Mirza Fatali Akhundov (escultor: P.Sabsai), Khurshidbanu Natavan (escultor: Y. Tripolskaya), Jalil Mammadguluzadeh (escultor: N.Zakharov), y Yafar Yabbarlí (escultor: S. Klyatskiy).

## Exhibición del museo
En el museo se conserva el manuscrito del poema de Nizami Ganyavi “İskandar-name”, creado en 1418, copia del manuscrito de obra de Fuzuli “Banku-Bade”, creado en 1569, manuscritos de los poemas de Nizami Ganyavi, pertenecientes en el año 1479, también objetos personales de los autores - representantes de literatura azerbaiyana. En el museo también se existe el portreto de Nizami Ganyavi, creado por Qazanfar Khalikov en 1940. 